# 王尊
王尊（?—?），字子贛，涿郡高阳县（今河北省高阳县）人，西汉政治人物。王尊很小就成了孤兒，由伯叔父撫養，牧羊於水澤邊，十三歲時，在監獄中擔任小吏，粗通經史，其後由於上書進言而被舉薦為虢縣縣令，並歷任益州刺史、東平國國相、司隸校尉等職，因彈劾丞相匡衡曲意迎合宦官石顯而遭貶職為高陵縣縣令，王尊赴任數月，由於得病而免官。在大將軍王鳳的推薦下復出為官，成功剿滅終南山一帶的群盜，升遷京兆尹，任內政績卓著，後來王尊因對待朝廷使者無禮再度被罷官，湖縣三老等人上書替王尊抱屈，漢成帝於是起用王尊為徐州刺史，調遷東郡太守，過了許久，黃河邊的瓠子金隄受洪水沖刷幾乎潰堤，王尊無懼危險，親身前往河隄直至洪水消退，事蹟奏報給朝廷知曉後，漢成帝下詔嘉獎王尊，提升其俸祿，並賞賜黃金二十斤，幾年後王尊於東郡太守任上逝世，當地的官吏及百姓們對他懷念不已。

## 生平

### 初為獄吏
王尊幼年喪父，依靠伯叔父生活，伯叔父讓他在湖澤邊牧羊。王尊暗地裡自學鑽研，能夠書寫隶书。十三歲時，王尊請求擔任監獄的小吏。過了幾年，在太守府中供職，太守拿施行詔條詢問他，他都對答如流。太守認為王尊與眾不同，任命其為書佐，並代理掌管監獄事務。經過一段時間，王尊託病離職，拜郡的文學官為師，學習《尚書》及《论语》，稍通大義。後來他又被召去代理主管獄事，擔任郡的決曹史。過了幾年，按照法令王尊被選拔為幽州刺史的从事。後來太守舉薦他補任辽西郡的鹽官長。王尊多次上書提出利於治國、合乎時宜的建議，這些建議被汉元帝下交付給丞相與御史大夫辦理。

### 鐵腕治政
初元年間，王尊因敢於直言被舉薦，升任虢縣县令，後轉調到槐里县擔任代理縣令，兼管美陽縣縣令的職務。春季正月間，美陽縣有一名婦女控告他丈夫前妻的兒子不孝，說：「他常把我當作妻子，妒恨且鞭打我。」王尊聽說此事，派官吏將被告拘捕審訊，被告供認不諱。王尊說：「刑律上沒有懲辦以母為妻的法令，此乃聖人不忍心書寫，這就是經書中所謂在特定情況下制定嚴刑。」王尊於是出堂坐在縣廷上，將被告懸掛在樹上並張開四肢，讓五名行刑的骑兵張弓射殺他，吏民們大為驚駭。
後來漢元帝到雍縣視察，途中經過虢縣，王尊按照有關規定供設帷帳等用品迎接，後來其因政績優異擢升為安定郡太守。王尊到任後，發布文書告諭所屬各縣說：「各位縣令、縣長、县丞、县尉奉法守護縣城，是百姓的父母官，你們仰制豪強、扶持弱小、宣揚皇恩、推廣恩惠，十分辛苦。本太守今日剛來到此地，希望各位努力端正自身，作為下屬的表率。從前做過貪贓枉法之事的，如能夠改過自新，就可以保留官職，既往不咎。希望大家明瞭自己的職分，不要以身試法。」又發布文書告誡掾史及功曹們說：「人人都要勤勉努力，協助太守治理政事。如有不稱職的，趕緊主動離職，不要常久妨礙賢人的進用。鳥羽不修整好，就無法飛行千里，內部不整頓好，就無法治理外部。郡丞要把所有下屬官吏的品行才能分別報告。以賢者為上，不以富貴衡量。商人雖有百萬家財，也不值得與他商量事情。當初孔子治理鲁国，上任七天就殺了少正卯，如今本太守上任已有一個月了，五官掾張輔為人狠毒，行為貪濁，又不守法制，一郡的錢財盡入他家，然而這正好足以將他埋葬罷了。現將張輔拘捕入獄，當值的佐史到辦公廳來，隨本太守處理此案。郡丞要警惕並引以為戒！否則就會跟著入獄了！」張輔被關押在監獄中數日後死去，王尊把他狡猾不道的事實全部查清，沒收他的百萬贓款。王尊因此事威震全郡，盜賊們分散各方，越界躲入臨郡，諸多倚仗權勢橫行不法之人皆伏罪被殺或受傷害，王尊因殺戮過多被免官。

### 驅馬險道
王尊免官居家後重得起用，又被任命為護羌將軍的校尉，負責運送軍糧。當時羌人反叛，切斷了運糧的道路，數萬羌兵將王尊圍困，王尊以千餘名騎兵奔馳衝殺突破羌人的包圍，他的戰功未能上報給漢元帝知曉，卻反而犯了擅離職守罪，適逢朝廷大赦，王尊再次被免職歸家。
涿郡太守徐明舉薦王尊，認為不應讓他久在民間，漢元帝於是任命王尊為鄖縣縣令，又遷升益州刺史。此前，琅邪郡人王陽（王吉字子陽）擔任益州刺史時，巡行到邛郲山九折阪，感嘆道：「我得愛惜父母給我的身體，怎麼能一次次登臨這樣的險道呢！」後來便稱病辭官。等到王尊擔任刺史，來到九折阪，問屬吏說：「這不就是王陽所畏懼的險道嗎？」屬吏回答說：「是的。」王尊喝斥替他駕車的人說：「快趕馬！王陽是孝子，王尊是忠臣。」王尊在益州任職兩年，招撫塞外各族，蠻夷各部都歸附於他的威信。博士鄭寬中作為朝廷使節巡視各地民情風俗，上奏王尊治政的情況，王尊因此被調任為東平國國相。

### 東平國相
當時，東平王劉宇因為是皇帝至親而驕橫奢侈，不遵守法令，東平國的太傅與國相因此接連獲罪。等到王尊到任，他捧著朝廷的任命文書來到宮中，東平王沒及時出來接受文書，王尊便拿著文書返回居舍，吃完飯才返回王宮，王尊將任命文書遞交後，拜見東平王，太傅在王尊面前說起〈相鼠〉這首詩。王尊說：「別拿著敲不出聲響的布鼓經過雷門！」東平王發怒，起身進入後宮，王尊也反身出宮，徑直回到住所。先前，東平王多次私自外出，在國中騎馬奔馳，與后姬的家族來往。王尊到任後，召來掌管輿馬的厩長告誡他說：「大王外出應當有屬官隨從，配上嗚鈴儀仗才可以出發，從現在開始如果大王命你駕小車外出，你要叩頭規勸，就說國相不讓大王這麼做」。
後來王尊朝見東平王，東平王又請他登上堂室。王尊對東平王說：「王尊受命擔任大王的國相時，眾人都替我趕到憂傷，認為我不能為朝廷所容，所以才被派來輔佐大王。天下人都說大王勇敢，我想您只是依仗富貴，怎麼稱得上勇敢？像我王尊才稱得上勇敢呢！」東平王臉色大變看著王尊，想要殺掉他，便假裝友善的樣子對王尊說：「我想看看您的佩刀。」王尊抬起雙臂，回頭對身旁的侍郎說：「請您向前替我抽出佩刀來給大王觀看，大王不是想要誣陷我，說我要拔刀刺殺他吧？」東平王見自己的意圖已被識破，又素聞王尊的大名，對其深為折服，於是命人置辦酒食，與王尊對飲，極為盡興。
其後東平國太后公孫徵史上書舉奏王尊：「王尊擔任國相傲慢不忠，東平王血氣未定，難以忍受，我實在害怕我們母子都因此而死，今後我不願讓東平王再見到王尊。皇上要是不答應，我寧願先自殺，也不忍心看見東平王失去大義。」王尊竟因此被罷職為民。後來大將軍王凤上奏請求讓王尊補任軍中司馬一職，又擢升王尊為司隶校尉。

### 彈劾匡衡
當初，中書謁者令石顯身居高位，深得漢元帝的寵信，專擅朝政大權，行奸邪之事。而丞相匡衡、御史大夫張譚都畏懼石顯，奉承迎合他，不敢直言。過了很久，漢元帝駕崩，汉成帝剛剛登基，便將石顯調任中太僕，不再讓其把持大權。匡衡、張譚這才舉奏石顯過往的罪惡，請求罷免石顯等人，王尊於是上書彈劾道：
|  | 丞相匡衡、御史大夫張譚位居三公，主管五常九德，以總領謀略，統一綱目，推廣教化，美化風俗為職責。他們明知中書謁者令石顯等人專權仗勢，作威作福，為所欲為，無所畏懼，為天下的禍害，不及時上奏請求進行處罰，卻阿諛奉承，附和臣下，欺騙皇上，懷邪誤國，沒有輔政大臣的道義，皆屬大逆不道之罪，這是在赦令頒布之前的事。赦令頒布後，匡衡、張譚舉奏石顯，不交代自己不忠的罪名，卻反而宣揚先帝任用毀國之徒，胡說百官畏懼石顯，勝過於畏懼皇上，抑低君主而抬高臣下，這樣說是不應該的，有失大臣的體統。 此外正月間皇上駕臨曲臺，親自宴請復員衛士，匡衡與中二千石大鴻臚賞等人相聚坐在殿門之下，匡衡向南而坐，賞等人向西坐。匡衡卻為賞等人改設東向座席，並起身請賞入座，私下交談有一頓飯的功夫。匡衡明知天子駕臨，百官恭迎，萬眾聚會，卻設置不正確的席位，使下屬坐在上座，用小恩小惠在殿門下相互勾結，行為不合禮制，擾亂朝廷爵位和俸祿的等次。匡衡還讓自己府裡的奴僕頭領進入殿中，探問皇上的行動，當奴僕頭領回報說漏時上十四刻皇上將要駕到時，匡衡卻安坐不動，面不改色，他沒有驚恐敬肅之心，驕橫傲慢不恭謹，這些都是不敬之罪。 |

漢成帝下詔對匡衡不予追究，匡衡羞愧害怕，脫去帽子向漢成帝請罪，交上自己丞相和侯爵的印信。漢成帝因為剛剛即位，難以懲罰大臣，便交付御史丞查問情況，御史丞劾奏王尊說：「肆意詆毀誹謗赦令頒布以前的事，彈劾眾多大臣，無視正常法規，將細小過失加油添醋來汙衊宰相，侮辱公卿，蔑視國家，奉行使命不恭敬。」漢成帝遂下詔將王尊降職為高陵縣縣令，幾個月後，王尊因生病被免職。

### 任京兆尹
恰逢终南山一帶盜賊傰宗等數百人危害官民，朝廷任命前弘农郡太守傅剛為校尉，率領善於覓蹤尋跡的射手一千人追蹤抓捕，過了一年多仍未能將盜賊抓拿。有人向大將軍王鳳建議道：「盜賊數百人在京畿地區作案，發兵追擊卻不能捕獲，如此則難以向四方外族顯示朝廷的威嚴，只有另選賢能的京兆尹才行。」王鳳於是上書舉薦王尊，朝廷徵召其為諫大夫，試任京輔都尉並代理京兆尹，僅僅一個月內，盜賊就被肅清了，王尊於是被提升為光祿大夫，試任京兆尹，不久轉正，一共任職三年，後因對待朝廷使者無禮而獲罪。
原來，司隸校尉派一個名叫放的屬吏，奉皇帝命令通知王尊派吏卒抓人，放對王尊說：「詔書所說要抓捕人的事情應當保密。」王尊回說：「官署公正明察，我擅長走漏消息。」放又說：「抓捕的事應當馬上派人去辦。」王尊又回道：「詔書上沒有明文要求京兆尹派人抓捕，不應當由我派人。」後來，長安城裡三個半月內被拘捕就達千人以上。王尊外出巡察所屬各縣，有個叫郭賜的男子向王尊申訴：「許仲家十多人一同殺了我的兄長郭賞，事後公然返家無所畏懼。」官吏們不敢抓拿兇犯。王尊巡察歸來，上奏說：「轄區內強不欺弱，百姓各得其所，寬大的政策暢行，和平之氣通達。」御史大夫於庭中舉奏王尊暴虐不改，在外胡說大話，驕傲自滿，諷刺皇上，威信曰益低落，不應再讓其位居九卿之位，王尊因此獲罪免官，吏民們大多稱頌他，替其感到惋惜。

### 三老上書
湖縣爵位為公乘的三老興等人上書申訴王尊治理京兆地區功效日益顯著，文中說：
|  | 往日終南山一帶的盜賊倚仗山勢險要橫行無忌，搶掠良民，殺害奉公守法的官吏，以致道路阻絕，城門處於警戒狀態。步兵校尉奉命追捕，勞師動眾，曠日持久，花去大量經費仍未能抓拿制服盜賊。二位前任京兆尹因此被貶官，群盜氣焰更加囂張，官兵們灰心喪志，此事流傳四方，成為國家的憂患。這個時候，如有能捕獲斬殺盜賊的，不惜重金厚祿地賞賜。關內侯鄭寬中奉使向前司隸校尉王尊徵詢捕盜策略，拜王尊為諫大夫，試任京輔都尉，代理京兆尹之職。 王尊盡職盡責，費力勞心，日夜思考職事，降低自己的身分，謙虛地對待賢士，鼓勵受挫的官吏，僅二十多天的時間，盜賊團夥便被摧垮，首領亦遭斬殺。盜患解除，百姓得以再次安心務農，王尊安撫貧弱，剷除豪強，向來稱霸長安的豪強，如東市的賈萬、城西的萭章、造翦的張禁、製酒的趙放、杜陵的楊章等人，他們勾結邪惡之人結成黨羽，收養不法之徒，上犯法令，下亂政令，兼併役使欺凌平民，事危害百姓的豺狼。經歷了數位京兆尹，二十年來從沒能制服他們，王尊執法嚴正，審訊懲處他們，使之全部伏法。奸邪的禍患得以消除，吏民們心悅誠服。 王尊治繁裡亂，懲暴禁邪，皆是前所少有，是名郡守所不及的。雖然後來他的京兆尹職位轉正，朝廷卻沒有對其功績給予特殊的褒獎。如今御史大夫舉奏王尊：「傷害陰陽，是國家的憂患，沒有奉行詔書的意思，像共工那樣言行不一，貌似恭敬而內心狠毒」推究這些話的來由，出自御史丞楊輔之口，楊輔原為王尊手下的書佐，行為素來陰險殘忍，出言惡毒，毫無信用，喜歡舞文弄墨陷人於罪。楊輔曾喝醉酒責讓王尊的奴僕頭領利家，利家揪住楊輔毆打他的頭，王尊兄長的兒子王閎則拔出刀要砍楊輔。楊輔因此深懷怨恨，想傷害王尊。我們懷疑楊輔心懷私恨，明藉公事，出謀劃策，羅織罪名，漸進讒言對加以誣陷王尊，以報私仇。 往昔白起擔任秦国的將領，向東擊破韓國、魏國，向南攻取楚国的首都郢，應侯范雎誣害他，結果白起被賜死於杜郵，吴起替魏國鎮守西河，秦國、韓國不敢侵犯，進讒的小人離間魏國國君與吳起的關係，吳起因此被排擠驅逐而出奔楚國。秦昭襄王聽信讒言而誅殺良將，魏武侯聽信讒言而驅逐賢能的守將，這都是偏聽讒言不能明察，因而失去人才的禍患。 臣等私下為王尊痛惜，他修身潔己，磨礪節操，一心向公，批評指責不畏將相，懲辦邪惡不避豪強，誅殺難制的盜賊，解除國家的憂患，功績卓著，盡職盡責，威信遠揚，實在是國家的得力大臣，英武之臣，如今一旦無辜受制於僥倖小人之手，受害於毀謗之文，上不能獲得以功贖罪的恩典，下不能得到公卿們的公斷，只能突然遭受仇家片面的誣告，蒙受共工那樣的罪名。無處申訴自己的冤屈。王尊因京師治安混亂，群盜並起，被朝廷選為賢吏徵用，他才得以從平民起用為大臣，而賊亂平息，豪強伏法後，他就馬上因奸巧的罪名被罷官。同一個王尊，三年之間，一會兒是賢臣，一下子是奸佞，這豈不是太過分了嗎！孔子說：「愛他的時候想讓他活著，恨他的時候想教他死，這很讓人困惑啊。」、「漸進讒言的風氣行不通，天下就清明了」。 希望皇上能把奏章交付給公卿、大夫、博士、議郎等來評定王尊一向的行為。身為臣下而傷害天地陰陽，是要受誅殺的罪行，陽奉陰違，言行不一，應受流放而死的刑罰。如果事實確如御史奏報的那樣，王尊就應殺身伏法，或被流放到無人之地，不應只是免職而已。以及保舉王尊的人，也應被追究舉薦人才失察之罪，不能就這樣算了。假若事實並非像奏章上所說的那樣，而是捏造事實，誹謗無辜，也應有所誅伐，以此杜絕欺詐蒙騙的道路。希望聖明的皇上參考斟酌，使是非黑白得以分明。 |

奏章呈報上去後，漢成帝便將王尊任命為徐州刺史，後調任東郡太守。

### 東郡護隄
王尊擔任東郡太守很長一段時間後，黄河暴漲，洪水沖擊瓠子金隄，老弱奔走逃命，害怕河水決隄造成危害。王尊親自率領吏民，將白馬沉入河中祭祀水神河伯，他親自拿著圭璧，叫巫師宣讀祭文祝禱，請求以自己的身體堵住金隄的決口，並在瓠子金隄上搭建草屋，留宿下來。吏民成千上萬人爭著磕頭勸阻王尊，而王尊始終不肯離開，到後來水漲隄壤，吏民皆四散逃逸，只有一位主簿含淚陪伴在王尊身邊，站立不動。後來洪水逐漸退卻，官吏及百姓誇讚佩服王尊臨危不懼的節操，白馬縣的三老朱英等人向朝廷上報王尊的事蹟。
漢成帝派有關主管部門進行調查，確如報告中所說的那樣，漢成帝於是下詔給御史大夫說：「東郡境內黃河水暴漲，毀壞金堤，水位離堤岸僅三尺時，百們姓都驚慌逃走。太守王尊身臨洪水要衝，經臨近在咫尺的危難，不避危險，以安定人心，使吏民們歸家重操舊業，讓洪水未能造成災害，朕很讚賞他。茲將王尊的俸祿提升為中二千石，另賜黃金二十斤。」過了幾年，王尊於官任上逝世，吏民們對其相當懷念。

## 評價
- 班固：王尊文武自將，所在必發，譎詭不經，好為大言[1]。
- 黃震：尊能吏所至卓有可觀[3]。
- 錢時：清君側之惡人此正大臣事，匡衡身為丞相，方石顯之擅權也則阿附之，及其失勢也則從而擠之，此何為者哉，人心之公是非而已，人主之權賞罸而已，使其有罪雖大臣何恤儻，或無罪雖小臣罸不可以浪加，當是時王尊激昂奏劾可謂公議之一伸也，嗣服之初大明黜陟與天下更始，則一舉錯而權綱振矣，奈何不忍重傷大臣而反左遷尊耶，顯去未幾諸王並用，而外戚之禍反有甚於佞倖之擅權者，此皆暗弱無斷威福不由於己，與元帝同一病也[4]。

## 家族
- 王伯：王尊之子，曾擔任京兆尹，後因軟弱不能勝任而被免職[1]。
- 王接：王尊十世孫，晋朝河東郡猗氏縣人，其學識淵博[5]。
- 王愆期：王接之子，遷居於江南[5]。

## 延伸閱讀
[在维基数据编辑]
 《漢書·卷076》，出自班固《漢書》